# Gladiolus cruentus
Gladiolus cruentus är en irisväxtart som beskrevs av Thomas Moore. Gladiolus cruentus ingår i släktet sabelliljor, och familjen irisväxter.
Artens utbredningsområde är KwaZulu-Natal. Inga underarter finns listade i Catalogue of Life.